# Sjælland-II-C
Sjælland-II-C (Sjælland brakteat 2) er en skandinavisk brakteat, der blev fundet på Sjælland. Den er dateret til folkevandringstiden omkring år 500. Brakteaten har en inskription med runealfabet ældre futhark, hvorpå der står:
ᚺᚨᚱᛁᚢᚺᚨᚺᚨᛁᛏᛁ⌃ᚨ⁝ᚠᚨᚱᚨᚢᛁᛋᚨ⁚ᚷᛁᛒᚢᚨᚢ✝ᚨ ⁛ (ᛏᛏᛏ)
hariuha haitika : farauisa : gibu auja : (ttt)
Det sidste ttt er en trippel tiwas-rune. Brug af denne rune bliver ofte fortolket som en påkaldelse af den nordiske gud Tyr.
Det centrale billede viser en mands hoved over et firbenet dyr. Dette er kendetegnet for typen C-brakteater, hvoraf der findes omkring 400 eksemplarer, og det bliver ofte fortolket som en afbildning af guden Odin, der helbreder sin hest.
David W. Krause oversætter inskriptionen til: "Hariuha kaldes jeg: den farligt vidende: Jeg giver lykke." farauisa bliver tolket som fara-uisa, enten "farligt-vise" eller "rejse-kloge". Erik Moltke oversætter dette ord som "én der er vis omkring farer". Ordet "lykke" i inskriptionen viser, at brakteater blev brugt som amuletter.